# Marko Krivokapić
Marko Krivokapić (serbisch-kyrillisch Марко Кривокапић, ungarisch Krivokapics Marko; * 13. Mai 1976 in Senta, SFR Jugoslawien) ist ein serbischer Handballtrainer, der auch die ungarische Staatsbürgerschaft besitzt. Als Handballspieler war seine Position im linken Rückraum.

## Spielerlaufbahn

### Verein
Marko Krivokapić spielte in seiner Heimat für den RK Senta und den RK Jugović. Mit dem RK Sintelon aus Bačka Palanka gewann er im Jahr 2000 den jugoslawischen Pokal und nahm international am Euro-City-Cup 1999/2000 teil. Anschließend wechselte der 1,94 m große Rückraumspieler nach Portugal zu Madeira Andebol SAD, mit dem er am EHF-Pokal 2000/01 und am EHF Challenge Cup 2000/01 teilnahm. Im Jahr 2004 nahm ihn der spanische Erstligist BM Granollers unter Vertrag, mit dem er im EHF-Pokal 2004/05 und im Europapokal der Pokalsieger 2005/06 antrat. In der Saison 2007/08 war er für CAI BM Aragón aktiv. Die letzten fünf Jahre seiner Spielerlaufbahn verbrachte Krivokapić bei Cuatro Rayas BM Valladolid, mit dem er den Europapokal der Pokalsieger 2008/09 gewann.

### Nationalmannschaft
Mit der Nationalmannschaft der Bundesrepublik Jugoslawien nahm Krivokapić am Supercup 1998 teil.
Mit der serbisch-montenegrinischen Nationalmannschaft erreichte Krivokapić bei der Europameisterschaft 2004 den achten Platz, bei der Weltmeisterschaft 2005 den fünften Platz und bei der Europameisterschaft 2006 den neunten Platz.

## Trainerlaufbahn
Von 2013 bis 2023 war er Assistenztrainer von Juan Carlos Pastor beim ungarischen Verein Pick Szeged. In dieser Zeit gewann er 2018, 2021 und 2022 die ungarische Meisterschaft, 2019 den ungarischen Pokal sowie 2014 den EHF-Pokal.
In Serbien trainierte er ab 2024 den Verein Roter Stern Belgrad.
Im März 2025 übernahm er in Spanien das Traineramt bei Servigroup Hoteles Benidorm.

## Privates
Sein jüngerer Bruder Milorad war Handballnationalspieler für Serbien und Montenegro sowie für Ungarn. Sein Onkel Radivoje gewann mit Jugoslawien die Silbermedaille bei der Weltmeisterschaft 1982. Sein Sohn Luka Krivokapić ist Handballtorwart.